# Subwersja (gender)
Subwersja (ang. subversion) – w studiach genderowo-queerowych: zachowanie lub postawa, która przeczy normatywnym zapatrywaniom na płeć, role płciowe i seksualność.
Pionierka teorii odmienności, Judith Butler, zdefiniowała subwersję jako "cytowanie języka wbrew jego pierwotnej wersji". "Język", w tym znaczeniu, jest synonimem zakodowanych kulturowo przekonań, natomiast "cytowanie" to odwoływanie się do nich. Według badaczki, wszystkie kategorie tożsamościowe związane z genderem są wtórne względem naszych działań, postaw, oczekiwań. Wprowadzając pojęcie performatywności płci, pokazuje, że ich pierwotność i naturalność jest iluzją i że są one nieustannie konstruowane podczas ich powtarzania i podporządkowywania się im.
Subwersja, wykorzystując mechanizm konstrukcji genderu, wprowadza do kultury nowe wątki, tworząc alternatywne kategorie tożsamościowe (zob. proliferacja (gender)), jednocześnie dekonstruując i denaturalizując zastane, opresywne kategorie. Ich opresywność polega zarówno na androcentryzmie wynikającym z dwubiegunowości i hierarchiczności rodzajów (uderzającym w kobiety) jak i na homofobii, wiążącej się z deprecjacją homoseksualizmu i heteronormatywnością (co uderza w mniejszości seksualne).
Najbardziej znanym przykładem subwersji w języku jest zmiana znaczenia angielskiego słowa queer (z ang. dziwak, odmieniec), które było obelgą stosowaną przez homofobów. W latach 90. XX w. stało się samookreśleniem mniejszości seksualnych oraz wszystkich innych osób, które odmawiają reprodukcji opresywnej normatywności. Jednocześnie, słowa queer zaczęli używać także działacze na rzecz LGBT, naukowcy, filozofowie i teoretycy kultury. Reinterpretacja jego znaczenia spowodowała, że przestało być ono obelgą, konstruując afirmatywną kategorię tożsamościową. 
W sferze zachowań subwersja uwidacznia się np. w przedstawieniach drag queens i drag kings, którzy, występując w przebraniach niezgodnych z ich płcią biologiczną, jednocześnie demaskują i podważają mechanizmy płci kulturowej, ukazując, że to, co powszechnie uznawane jest za naturalne, jest tylko wcześniej wytworzoną i znaturalizowaną norma społeczną. W gender subwersja służy do ukazania, iż antagoniczne wzorce płciowe są wytworem kultury, a więc – jak twierdzi Butler – np. "słowa mężczyzna i męskie mogą równie dobrze oznaczać ciało kobiety jak i mężczyzny – i na odwrót". Zdemaskowanie poprzez subwersję faktu, że normy te są tylko konstrukcją kulturową, miałoby pozwolić uwolnić się od narzucanego przez nie dychotomicznego podziału płci, nieodpowiedniego, gdyż ideały płciowe są tylko ideałami, więc nikt nie jest w stanie ich wiernie powtórzyć.